# 細川成之
細川 成之（ほそかわ しげゆき）は、室町時代から戦国時代にかけての武将・守護大名。室町幕府相伴衆、阿波国・三河国・讃岐国守護。細川阿波守護家5代当主。後に本家に当たる京兆家を継いだ細川澄元は孫に当たる。

## 生涯
細川教祐（のりすけ）の子として誕生。伯父・細川持常の養嗣子となる。
宝徳元年（1449年）に「下屋形」の家督を継承し、阿波・三河守護となる。元服時に室町幕府8代将軍・足利義成（のちの義政）より偏諱を賜い成之と名乗る。
享徳3年（1454年）、将軍・足利義政が山名宗全討伐を諸大名に命じると討伐の総大将に選ばれたが、直前に本家の管領・細川勝元が義政に嘆願したため中止となった。寛正3年（1462年）には幕府の命令で畠山義就を討つよう命じられ河内国に下向、嶽山城の攻撃に参戦した（嶽山城の戦い）。
三河では前守護の一色氏との戦いが引き続き、寛正6年（1465年）に丸山中務入道や大庭二郎左衛門ら国人の額田郡一揆が起きたが、裏で糸をひいているのが幕府の政所執事伊勢貞親の配下松平信光と戸田宗光（全久）とみた成之はこれら2名の指揮権がないことから、貞親を通じて将軍家に請願し、幕府の命（奉書）を以て信光と宗光に一揆の鎮圧をさせている。
応仁の乱では勝元率いる東軍に属し、応仁元年（1467年）に京都の市街戦で西軍と戦った（上京の戦い・相国寺の戦い）。文明5年（1473年）、讃岐の守護となる。文明8年（1476年）に三河で守護代東条国氏が西軍の一色義直方に攻められ自殺、成之は幕府への出仕を停止、文明10年（1478年）に義直が三河を放棄したため幕府へ再出仕した。しかし、以後細川氏は三河守護には任命されず、元三河守護仁木氏守護代の末裔とされる西郷氏始め国人たちが割拠する状態になったとされる。同年9月16日に娘の死を悲しんで出家（『大乗院寺社雑事記』）、嫡男・政之に家督を譲った。
出家した成之は翌年1月15日に諸国漫遊の旅に出発（『晴富宿禰記』）して熊野などへ参詣を果たすが、突然の出家・引退に家中は動揺し、中には政之の追放を策する家臣まで登場したため、成之は急遽帰還している（『雅久宿禰記』文明11年8月11日条・『大乗院寺社雑事記』文明11年12月6日条）。その後も政之と家臣達の対立は続き、政之が徳政一揆を扇動したとされた三好之長を処罰するどころか却って重用したことが、東條氏・飯尾氏などの他の在京重臣の反感を買い、文明17年7月16日には彼らは成之父子に背いて阿波に帰国（『十輪院内府記』）し、同年10月に現地で反乱を起こした（『蔭涼軒日録』文明17年10月12日条）。このため、成之・政之は急遽阿波に下向して反乱を鎮圧した。
長享2年（1488年）に京都にて政之が早世したため次男・義春が後を継いだが、当時成之は阿波において反乱の後処理をしていたために西山宝光院で行われた政之の葬儀に参列することができなかった。明応6年（1497年）に義春も亡くなり、孫の之持が若年のため後見を務めた。ただし、異説として義春の死後は成之が阿波の守護に復帰して死去するまで在任した（もしくは之持に守護職を譲っていたとしても実質的な権限は死ぬまで手放す事は無かった）とする見方もある。
永正元年（1504年）、政元の重臣薬師寺元一が管領細川政元追放を図って反乱を起こして政元に討たれる。政元は背後に成之の存在を疑って討伐を計画し、反対に成之の重臣・三好之長が先制を期して政元側の拠点である淡路を攻撃（『後法興院記』永正元年10月25日条）、政元も讃岐・阿波に討伐軍を派遣して自身も淡路まで兵を進めた（『後法興院記』永正2年3月24日・5月29日条）。その後、成之のもう一人の孫である澄元を政元の養子に迎える事で和解し、翌永正3年（1506年）澄元と補佐にあたる三好之長が上洛した。ところが、永正4年（1507年）に政元が暗殺されて後継者争い（両細川の乱）が発生すると、自分が再興した丈六寺で禅僧として過ごしていた成之も孫の澄元を支えるために奔走する。だが、永正8年（1511年）の船岡山合戦で細川高国に敗北した澄元は阿波に帰還し、成之も同年に78歳で死去した。
墓所は徳島県徳島市丈六町の丈六寺で肖像画が保存されている。

## 人物
- 東山文化を代表する文化人の1人として知られ、連歌師尭恵・猪苗代兼載や横川景三と交流があり『新撰菟玖波集』撰集を後援、兼載から『薄花桜』を進呈された。また、絵画・犬追物・蹴鞠・猿楽にも通じていた。
- 幕府や足利将軍家からは細川管領家に次いで信任と尊敬を受けていたという[2]。

## 系譜
- 父：細川教祐
- 母：細川頼元（細川遠州家）の娘
- 養父：細川持常（1409-1450）
- 妻：不詳
- 生母不明の子女
  - 嫡男：細川政之（1455-1488）
  - 男子：細川義春（1468-1495） - 細川勝久の養子
  - 女子：清雲院 - 足利義稙の正室

## 偏諱を受けた人物
- 三好之長